# Kowalowa Bukowina
Kowalowa Bukowina, Bukowina Waksmundzka – polana na południowym grzbiecie Bukowiny Waksmundzkiej w Gorcach.
Jest to jedna z największych wśród wysoko położonych polan gorczańskich. Zajmuje opadający na południe grzbiet szczytu Bukowina. Jest dobrym punktem widokowym. Z jej górnej części roztacza się widok na Tatry, Magurę Spiską, Kotlinę Nowotarską, Pieniny z Jeziorem Czorsztyńskim oraz dolinę Łopusznej z grzbietem Kiczory.
Kowalowa Bukowina znajduje się poza obszarem Gorczańskiego Parku Narodowego i stanowi prywatną własność. Niegdyś tętniła życiem pasterskim, w niektórych miejscach były na niej nawet poletka uprawne. Przed II wojną światową prowadzono tutaj doświadczenia w zakresie racjonalnego łąkarstwa. Później po zaprzestaniu pasterstwa znajdujące się na niej pasterskie zabudowania zostały przerobione na domki letnie, powstają również nowe dacze. Na polanie duże połacie bliźniczki psiej trawki. Wiosną masowo zakwitają krokusy.
Seweryn Goszczyński przytacza legendę o ubranym po niemiecku diable, który na tej polanie „przeszedł pomiędzy bydłem, wszedł do lasu i narąbał jawór; ktokolwiek chciał później ten jawór zrąbać, tak się kaleczył, że musiał zaniechać”.
Kowalowa Bukowina należy do wsi Waksmund w województwie małopolskim, w powiecie nowotarskim, w gminie Nowy Targ.

## Szlak turystyczny
Przez polanę prowadzi szlak turystyczny:
 Nowy Targ-Kowaniec – Łukusowa – polana Brożek – Sralówki – Kowalowa Bukowina – Bukowina Waksmundzka – polana Świderowa – Długie Młaki – Turbacz. Czas przejścia 2:30 h, ↓ 2 h.

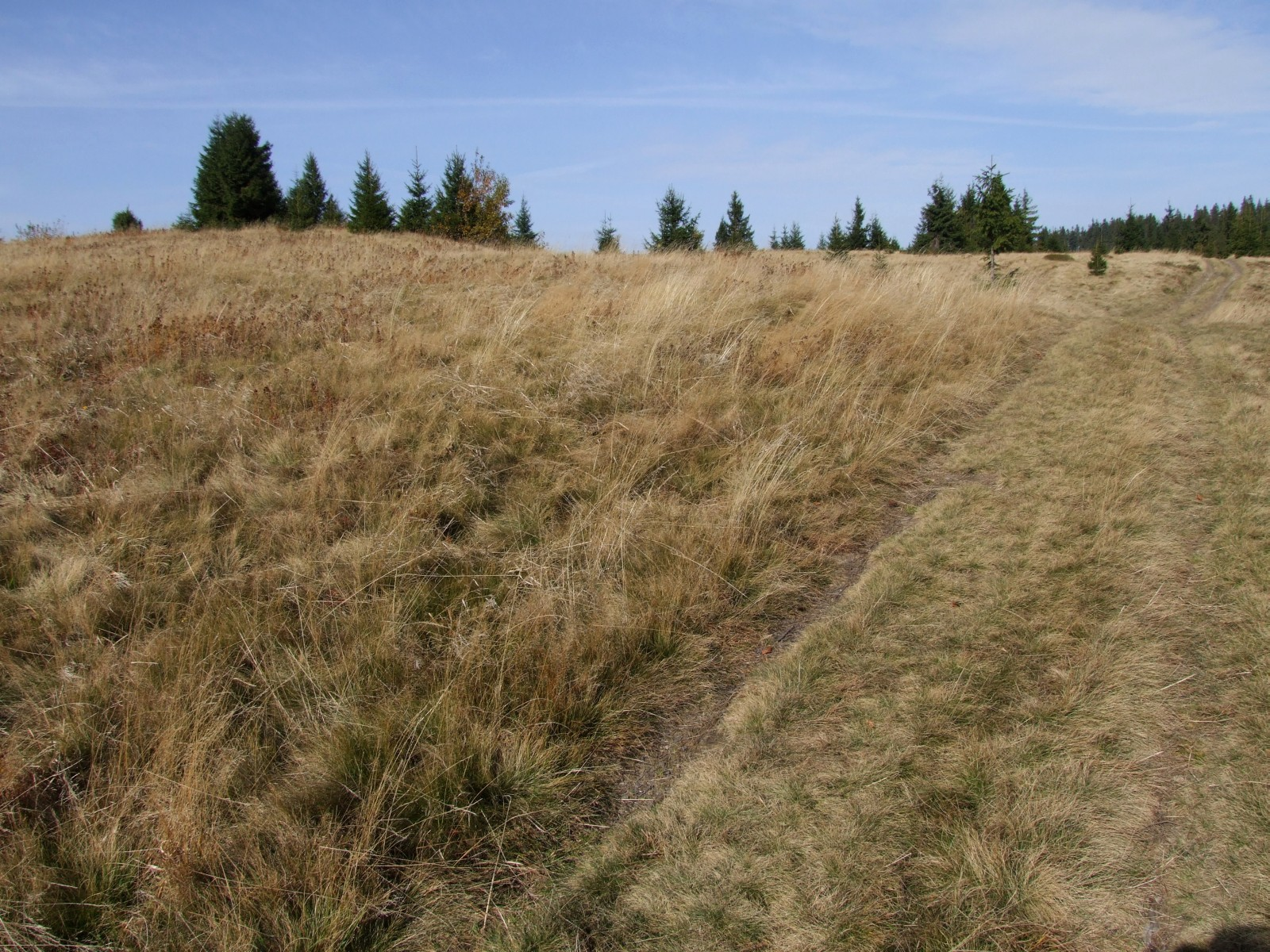
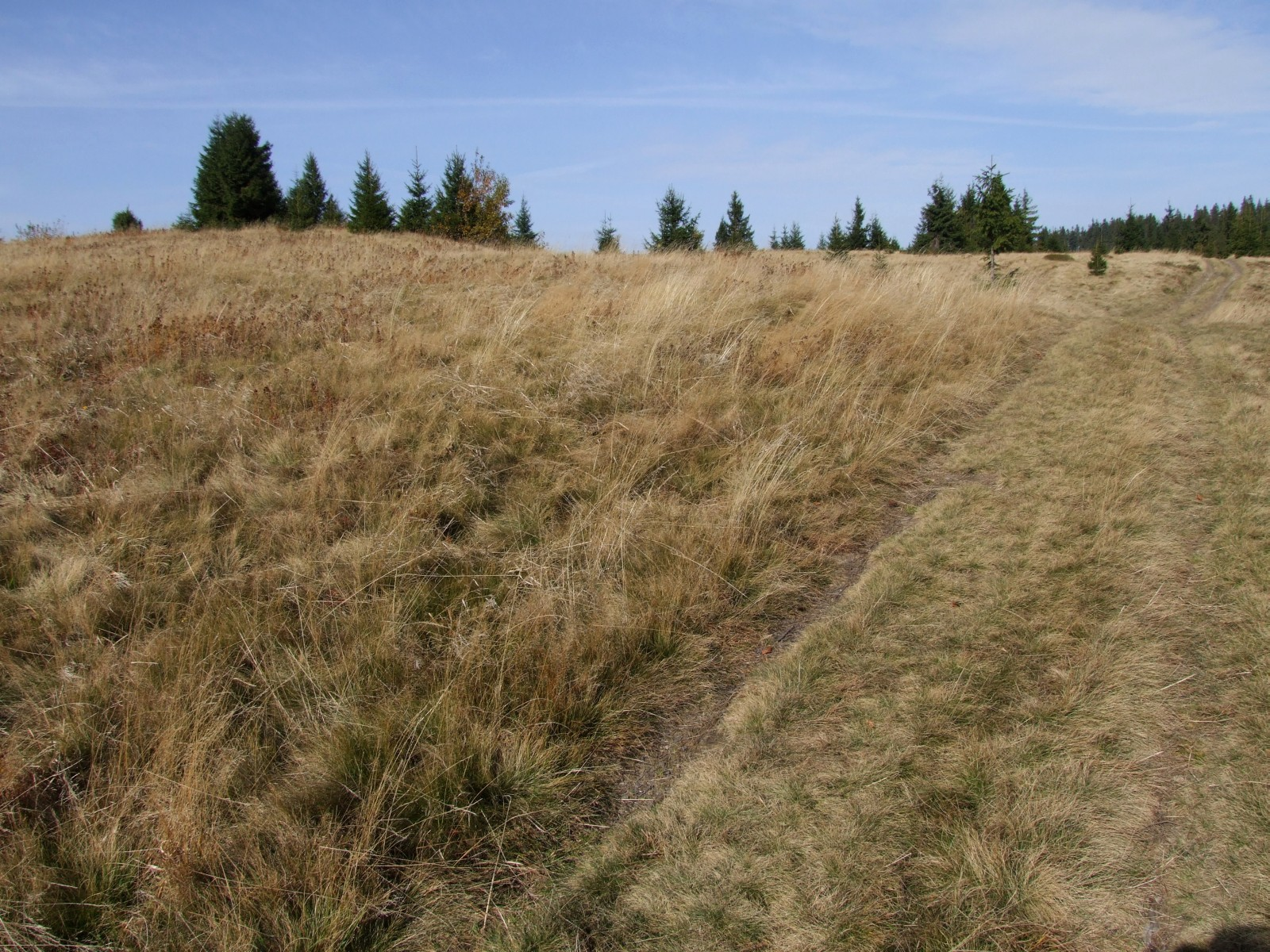
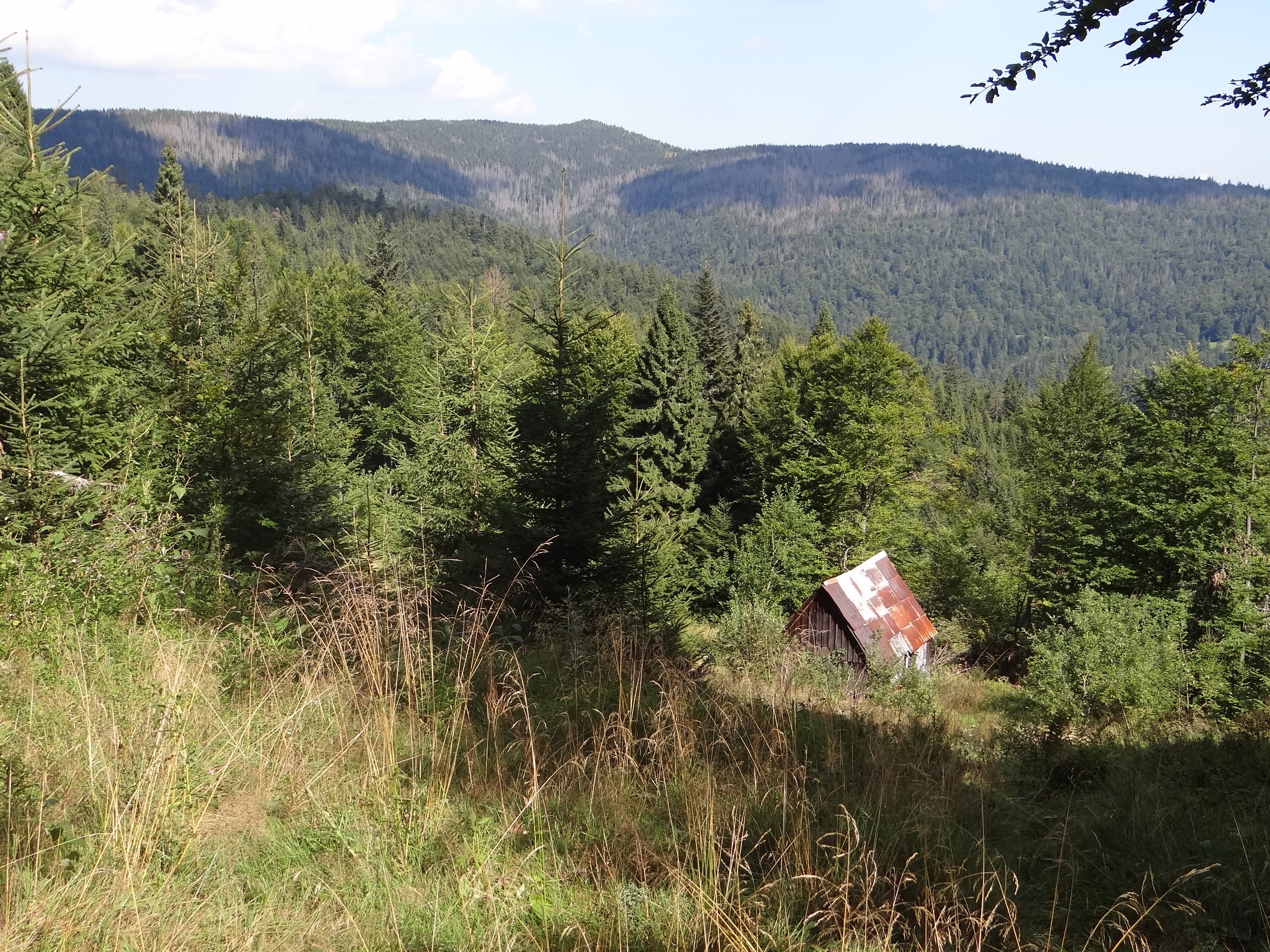
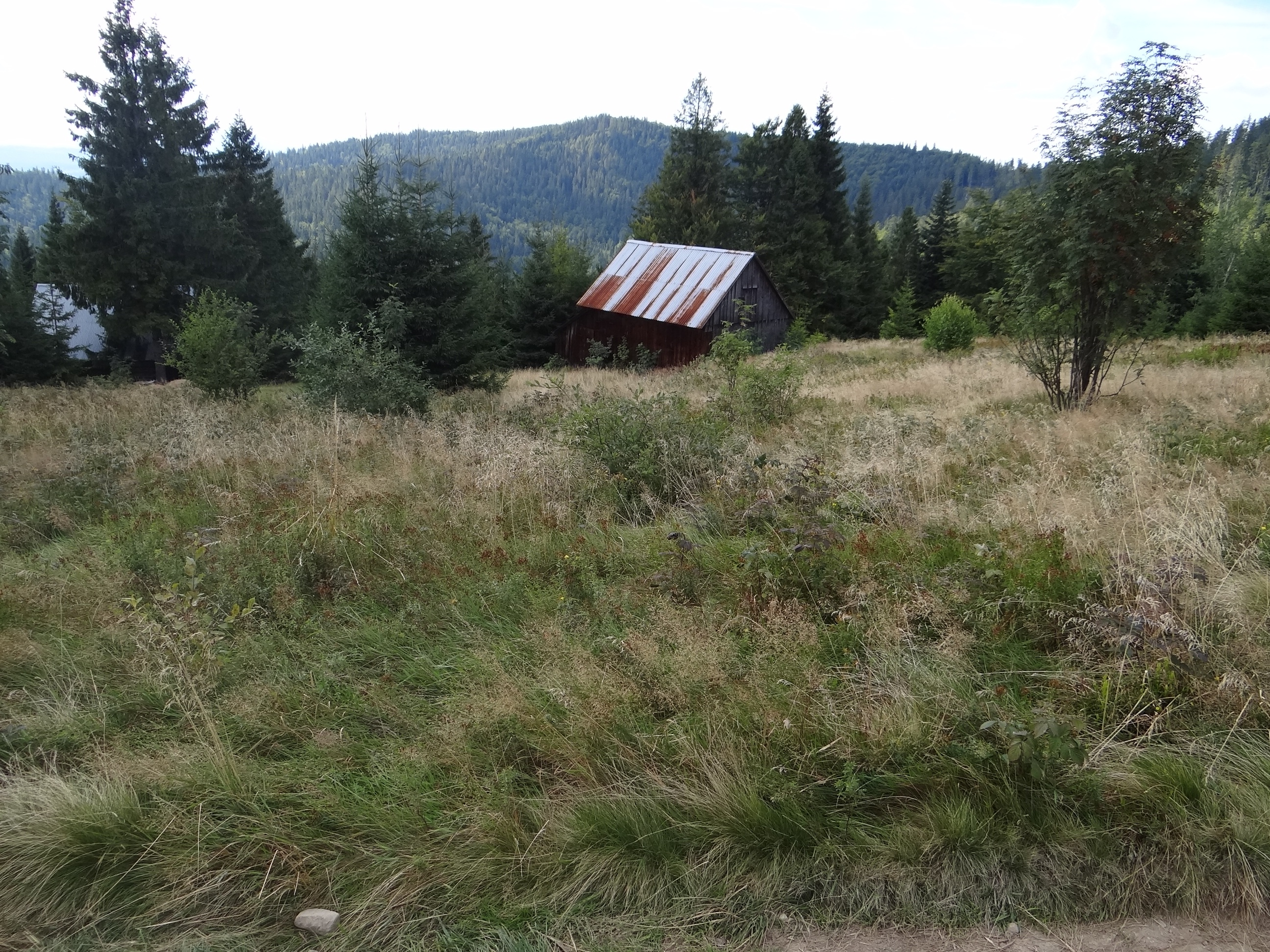
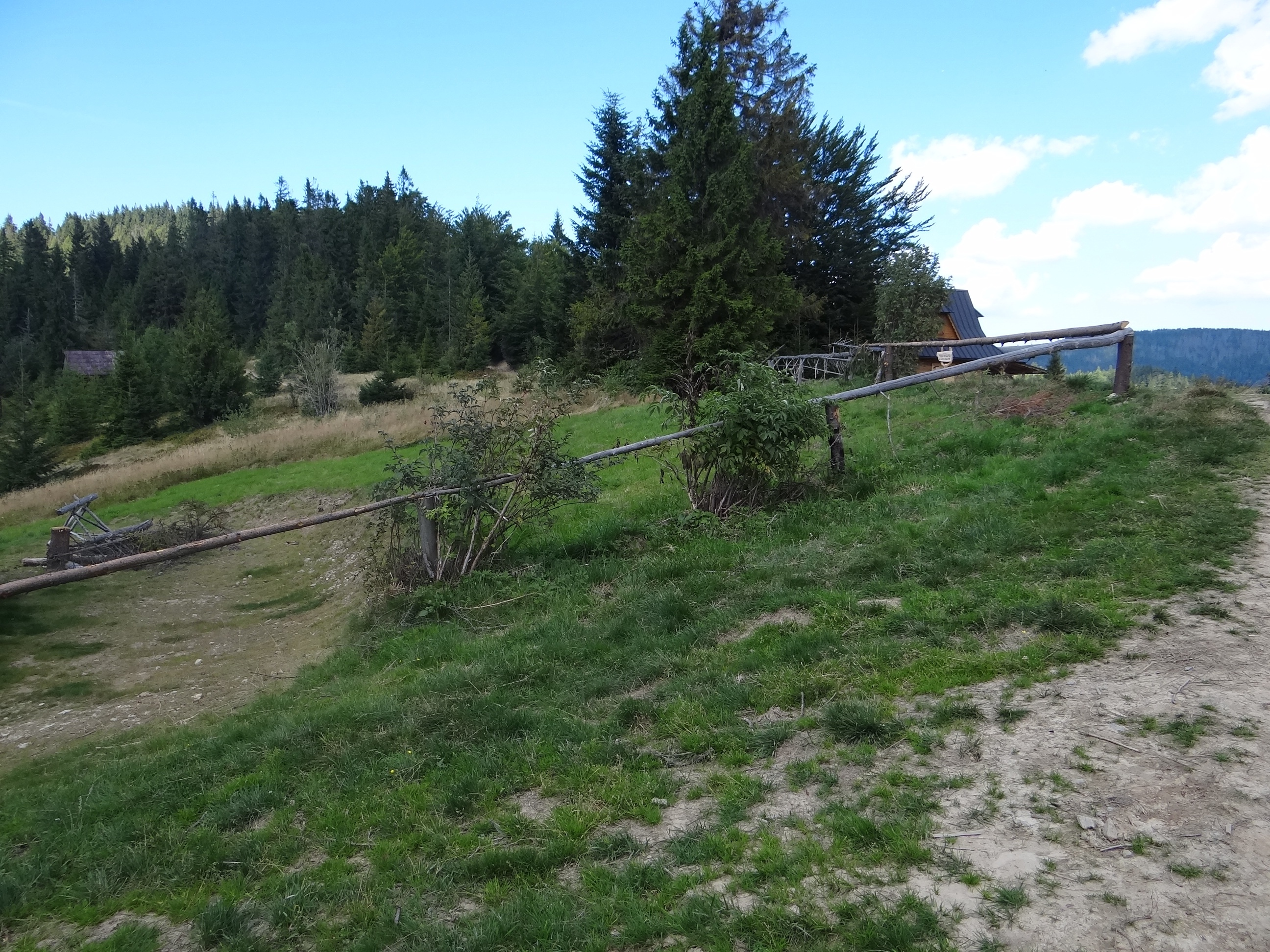